# 尼古拉·伊格那提耶夫

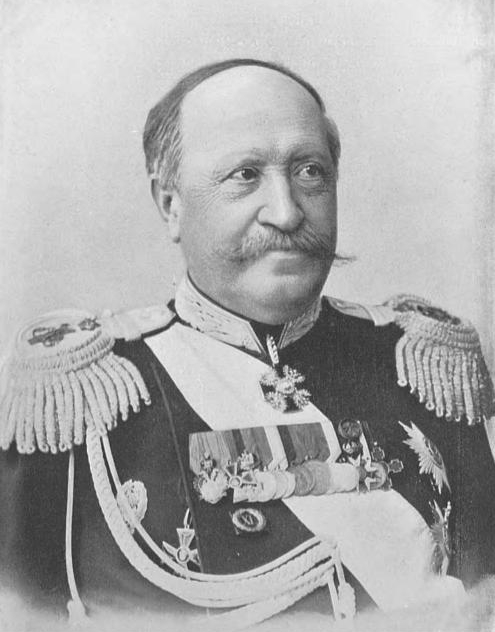
尼古拉·伊格那提耶夫

尼古拉·巴甫洛维奇·伊格那提耶夫（羅馬化：Nikolay Pavlovich Ignatyev；1832年1月29日—1908年7月3日），俄國伯爵，亚历山大二世时期的政治家和外交官。

## 外交生涯
1859年，时任陆军少将，任俄國駐北京公使，率领军官及380辆装载有枪炮的马车而来，以军事援助为诱饵，引诱清廷。抵达蒙古边境，得知北京谈判僵持，将枪炮留下。赶赴北京，与肃顺就《瑷珲条约》谈判，肃顺拒绝了伊格那提耶夫的领土要求。
1860年，第二次鸦片战争期间中國與英、法再開戰。1月，伊格那提耶夫照会清政府，求中国与之结为友国。如中国将乌苏里江以东让与俄国将帮助与英法调停，同时命穆拉维约夫占领乌苏里江地带。5月，伊格那提耶夫再次诘问军机处，军机处拒绝其要求。于是，伊格那提耶夫离开北京，前往上海，中俄谈判破裂。在上海，伊格那提耶夫先与法国布尔布隆接触，劝英法向大沽示威，愿予以外交协助，后与卜鲁斯会晤，为英法提供了军事情报，第三次大沽口之战前，伊格那提耶夫侦知了北塘未设防的相关情况将其告知英法。随后，英法聯軍在北塘登陆，先后攻陷天津、北京。咸豐帝狩熱河，命恭親王奕訢議和；伊格那提業福出任調停，恭親王乃與英、法签訂中英、中法《北京條約》。伊格那提耶夫要中國政府將《瑷珲条约》规定的兩國共管的烏蘇里江以東至海之地域讓于俄以為報。1860年11月14日，與中國政府簽訂中俄《北京條約》。
1864年，任駐君士坦丁堡大使，开始专门负责巴尔干事务（尤其是保加利亚）。1877－1878年俄土戰爭結束後，與奧斯曼帝國簽訂《聖斯特凡諾條約》。
1881年，亚历山大二世遇刺身亡，他出任俄羅斯帝國內政大臣，以平息事件影响。1882年，在进行了大规模的逮捕和针对犹太人的迫害之后，由于多方压力退休并离开政界，直到1908年去世。

## 家族
尼古拉的父亲保罗·尼古拉耶维奇在1825年十二月党人起义中忠于尼古拉一世，深得其信赖；尼古拉出生时，是由其皇储亚历山大二世施洗的。
尼古拉的儿子保罗·伊格那提耶夫（同名）是尼古拉二世时俄国的教育部长（1915－1916年）。但很快十月革命爆发，保罗携家人逃往法国。1925年，保罗一家移民加拿大，并在魁北克省里士满定居。
尼古拉的孙子乔治·伊格那提耶夫是著名俄裔加拿大政治家、外交官，也曾任多伦多大学三一学院院长和多伦多大学校監。
尼古拉的曾孙葉禮庭是当代加拿大自由党政治家。